# Le Petit Moine bouddhiste
Pour les articles homonymes, voir Monk (homonymie).
Pour plus de détails, voir Fiche technique et Distribution.
Le Petit Moine bouddhiste (동승, Dongseung) est un film sud-coréen réalisé par Joo Kyung-jung, sorti en 2003.

## Synopsis
Abandonné par sa mère, rejeté par les autres enfants, le jeune Do-nyeom ne cesse d'espérer le retour de sa mère. Se nouant d'amitié avec la petite Soo-Yeon, elle sera le seul point commun avec une enfance normale.

## Fiche technique
- Titre français : Le Petit Moine bouddhiste
- Titre anglais : A Little Monk
- Titre original : 동승 (Dongseung)
- Réalisation : Joo Kyung-jung
- Scénario : Ham Se-deok et Joo Kyung-jung
- Musique : Kim Seong-jun et Lee Kwang-jin
- Photographie : Choi Chan-kyu
- Montage : Ko Im-pyo
- Pays d'origine : Corée du Sud
- Format : Couleurs - 1,85:1 - Dolby Digital - 35 mm
- Genre : Familial
- Durée : 99 minutes
- Date de sortie : 11 avril 2003 (Corée du Sud)

## Distribution
- Kim Tae-jin : Do-nyeom
- Kim Min-kyo : Jung-sim
- Kim Ye-ryung : La veuve
- Oh Young-soo : Le maître

## Récompenses
- Nomination pour le prix du meilleur film, lors du Festival international du film de Bratislava 2002.
- Prix du meilleur scénario, lors du Festival international du film de Shanghai 2002.
- Prix du meilleur film, lors du Festival du film Asie-Pacifique 2003.
- Nomination pour le prix du meilleur film, lors du Festival du film de Paris 2003.